# 安藤万結
安藤 万結（あんどう まゆ、1995年9月20日 - ）は、山口朝日放送（yab）のアナウンサー。

## 来歴
岐阜県出身。同志社大学を卒業した。在学中はテレビ朝日アスクおよびフジテレビアナウンサースクールでアナウンス技術を学んだ。
2018年にテレビ和歌山へ入社し、『6wakaイブニング』、『みんなで作る和歌山情報 わくわく編集部』などの情報番組・報道番組を担当した。2022年3月末に同局を退社した。
同年4月に山口朝日放送に移籍した。移籍後も、情報番組・報道番組でキャスターやリポーターを務めている。

## 人物
自他ともに認めるインドア派で、休日はFPS（ファーストパーソン・シューティング）ゲームを楽しんでいると公言している。また、山口県内の観光地巡りも趣味としており、特に下関市の角島をお気に入りの場所に挙げている。
2025年5月10日放送のバラエティ番組『ぺこぱのぱこぺ』では、『YOU!どきっ』の中継先・萩市萩ガラス工房で、ぺこぱが仕掛けたドッキリ企画に遭遇し、驚いた様子が放送された。

## 担当番組

### 現在の出演番組
- Jチャンやまぐち[7]
- YOU!どきっ[7]

### 過去の出演番組
- 6wakaイブニング（テレビ和歌山）
- みんなで作る和歌山情報 わくわく編集部（テレビ和歌山）